# シモン・ペトリューラ

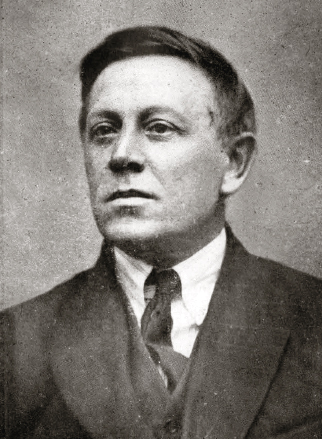
ペトリューラの写真

シモン・ヴァシーリイェヴィチ・ペトリューラ(セメーン・～；ウクライナ語:Семен Васильович Петлюраセメーン･ヴァスィーリョヴィチュ・ペトリューラ；ロシア語:Семен Васильевич Петлюраスィミョーン・ヴァスィーリイェヴィチュ・ピトリューラ、1879年5月10日 - 1926年5月25日)は、ソヴィエト政権に対抗したウクライナの民族主義者。ロシア帝国ポルタヴァ県出身。なお、しばしば使われる名前の「シモン」はウクライナ人の名前「セメーン」のフランス語名で、彼がフランスと関係が深かったことを意味しているといえる。

## 概要

### 初期
ペトリューラはポルタヴァ県の県庁所在地であったポルタヴァ郊外のブルジョワの家庭に生まれた。3人の兄弟と5人の姉妹がいたが、うち3人は彼が幼少期の時に亡くなっている。13歳の時に教区教会の小学校へ入学し、のちに1895年から 宣教師神学校にて学問に励んだ。
1900年に同都でニコラ・ミフノフスキーの演説が開催され、ペトリューラはそれを聴講し共感を得た。そこから彼は、ミフノフスキーの所属するウクライナ革命党（RUE、ウクライナ語:РУП）へ入党することとなる。
1901年、神学校の共同体である全ウクライナ学生会議（Всеукраїнському студентському з'їзді）に参加するが、この時はRUEでの政治活動により通学先の神学校を既に中退していた身であった。 
1902年に文学・科学公報にてジャーナリズム活動を開始している。

### 軍歴
ペトリューラは二月革命後キエフのウクライナ中央ラーダの軍事委員長となったが、ドイツ軍により中央ラーダは放逐、キエフには「全ウクライナのヘーチマン」パウロー・スコロパードシクィイの親ドイツ・保守政権が立てられた。その間、ペトリューラは一時捕らえられ投獄されていたが、1918年9月に釈放された。彼はウクライナ民族主義を唱え、多くのウクライナ人の支持を取り付け、多階層の人間による軍隊を編成した。特に、ロシア軍人やドイツ軍人に憎悪を抱いていたウクライナ農民は彼の民族主義を強く支持し、地主(貴族、スコロパードシクィイは貴族出身)も横暴なロシア人将校もいないウクライナを夢に描いていた。また、彼らの軍隊にはウクライナ民族主義色が伝統的に強いウクライナ西部・ハリチナーからの帰還捕虜数千人も加わっていたことも小さからぬことであった。
ドイツ軍が敗戦により撤退するとたちまちスコロパードシクィイの傀儡政権は崩壊、ペトリューラ軍はドイツ軍と協定を結んだ上で1918年12月14日キエフを掌握した。しかしながら、ドイツ軍支持派や反ウクライナ民族主義のウクライナ人や亡命ロシア人などからはペトリューラは激しく嫌悪され、また、長年に亙って使用されていたロシア語の使用が禁ぜられウクライナ語の使用が求められたことは、ロシア人としてのアイデンティティーを持つ多くのウクライナ人に反感を抱かせた。特に、彼に対する嫌悪はキエフなど都市部で激しかった。
こうした中、ペトリューラは1919年にウクライナ人民共和国(ウクライナ語(以下同):Українська Народна Республікаウクライィーンスィカ・ナロードナ・レスプーブリカ、略称:УНР；ラテン文字転写:UNR)の執政内閣(ディレクトーリヤ；Директоріяドィレクトーリヤ)の長となったが、早くも同年2月には赤軍によってペトリューラは首府を奪われた。この際、ペトリューラ軍は大規模なポグロム(ユダヤ人の虐殺)を行った。
キエフの町はポーランド・ソビエト戦争の間に支配者が目まぐるしく変わり、ペトリューラも1919年2月に赤軍に追われたあとも幾度か首府を奪回している。即ち、1919年8月から月末31日にデニーキンの南ロシア軍に追われるまでの期間、1920年5月6日にポーランド軍との連合で首府を奪回してからその年の6月12日に赤軍によりキエフが完全「解放」されるまでの期間である。
赤軍に敗北したペトリューラは国外へ逃亡し、1924年からはパリに住んだ。
1926年5月24日、昼食を済ませてレストランから出てきたところを、前科一犯の無政府主義者にしてユダヤ人宝石商のシュワルツバルトによって射殺された。犯行の動機はペトリューラによるユダヤ人虐殺への復讐であったが、弁護側（ユダヤ人弁護士トーレス）はその復讐劇の責任をペトリューラに負わせることに成功、殺人犯シュワルツバルトは無罪放免となり、裁判は大きな波紋を広げた（→シュワルツバルト裁判）。